# Hohn (Seelscheid)
Hohn ist ein Ortsteil der Gemeinde Neunkirchen-Seelscheid im Rhein-Sieg-Kreis.

## Lage
Hohn liegt auf einem Bergscheid des Bergischen Landes und ist der westlichste Ortsteil der Gemeinde. Die Anhöhe wird vom Naafbach und Wenigerbach gebildet. Nachbarorte sind Rengert und Effert im Osten.

## Geschichte
Das Dorf gehörte bis 1969 zur Gemeinde Seelscheid.
1830 hatte Hohn 49 Einwohner. 1845 hatte der Hof 41 evangelische und 15 katholische Einwohner in acht Häusern. 1888 gab es 80 Bewohner in 16 Häusern.
1901 hatte der Weiler 87 Einwohner. Verzeichnet sind die Familien Heinrich Wilhelm Becker, Johann Heinrich Bergfelder, Wilhelm Bilke, Wilhelm Krieger, Heinrich Küsgen, Daniel Lindenberg, Hermann Schönenberg, Heinrich und Wilhelm Schwamborn sowie Josef Siebenmorgen. Lindenberg und Siebenmorgen waren Maurer, die anderen Ackerer.